# Wilma Iggers
Wilma Iggers geb. Abeles (* 23. März 1921 in Mířkov, Tschechoslowakei; gestorben 24. Februar 2025 in Buffalo) war eine tschechisch-US-amerikanische Germanistin und Kulturhistorikerin.

## Kindheit und Jugend
Wilma Abeles wurde als älteste Tochter des jüdischen Gutspächters Karl Abeles und seiner Frau Elsa, geb. Ornstein, in dem böhmischen Dorf Mířkov (deutsch Mirschikau, früher Mirschigkau) nahe der bayrischen Grenze in der Tschechoslowakei geboren. Sie verbrachte ihre Kindheit auf dem elterlichen Gut in Bischofteinitz.
Ab dem Jahr 1932 besuchte sie die tschechische Bürgerschule in Bischofteinitz und ein Jahr später das tschechische Gymnasium in Domažlice. Nach der NSDAP-Machtergreifung 1933 in Deutschland kam es auch in dem hauptsächlich von Deutschen bewohnten Gebiet um Bischofteinitz vermehrt zu antisemitischen Aktionen. Im September 1938 floh die ‚Kompanie Abeles-Popper’ kurz nach dem Münchner Abkommen in das Landesinnere und von dort nach Kanada.

## Leben in Kanada und den USA
Als 17-Jährige kam sie nach Hamilton in der Provinz Ontario in Kanada. Sie erlernte schnell die englische Sprache und schloss die High School nach einem Jahr ab. Ab 1940 studierte sie an einem kleinen College die Fächer Französisch und Deutsch. Einige Jahre später ging sie nach Chicago, um dort im Fach Germanistik promoviert zu werden. Dort lernte sie auch ihren späteren Ehemann, Georg Iggers, kennen. Beide heirateten 1948 in Hamilton, Ontario. Zwischen 1951 und 1956 wurden dem Ehepaar drei Söhne geboren.
Seit Sommer 1945 arbeitete Wilma Iggers an ihrer Dissertation über Karl Kraus, die sie 1951 abschloss. In den 1950er Jahren lehrten die Iggers an verschiedenen Colleges in den USA, u. a. am Philander Smith College für schwarze Studierende in Little Rock, Arkansas. Dort begann auch ihr langjähriges Engagement für die US-amerikanische Bürgerrechtsbewegung. Sie unterstützten z. B. mit Forschungen über das Schulsystem in Little Rock die schwarze Bürgerrechtsbewegung NAACP, sodass 1957 erstmals schwarze Schülerinnen und Schüler eine weiße High School besuchen konnten (Little Rock Nine). Später waren beide auch in der Friedensbewegung aktiv. Während des Vietnamkriegs berieten sie viele Kriegsdienstverweigerer.
Nach Zwischenstationen in Arkansas, New Orleans und Chicago ließen sich die Iggers 1964 in Buffalo nieder, wo Wilma bald als Germanistin am Canisius College arbeitete und ihr Mann als Historiker eine Professur an der staatlichen Universität von Buffalo bekleidete.
Zugleich reisten beide seit den 1960er-Jahren vermehrt nach Europa, wo sie internationale wissenschaftliche Kontakte knüpften. Am Anfang stand ein längerer Forschungsaufenthalt Georgs in Frankreich. 1960 lebte die Familie zunächst in der Nähe von Paris und ab Herbst desselben Jahres in Göttingen. Sie fanden dort viele Freunde, nicht nur an der Universität, und lebten ab den 1990er-Jahren zeitweise für die Hälfte des Jahres dort, die andere Hälfte in Buffalo, N. Y. Nach dem Tod ihres Mannes Georg Ende 2017 lebte Wilma allein in Amherst, N. Y.
Seit Mitte der 1960er-Jahre pflegte das Ehepaar zudem Kontakte über den „Eisernen Vorhang“ hinweg mit Forschungsreisen, zunächst in die damalige DDR und Tschechoslowakei, wo sie sich auch mit Dissidenten trafen. 1984 verbrachten Wilma und Georg Iggers mehrere Wochen als Gastdozenten an einer Pekinger Universität.

## Wissenschaftliche Arbeiten und Lebenswerk
Wilma Iggers sammelte schon früh Zeugnisse der Sozial- und Kulturgeschichte der Juden in Böhmen und Mähren und hatte damit ihr Interessengebiet gefunden. Die Germanistin publizierte zahlreiche Aufsätze über böhmische Themen in der deutschen und tschechischen Literatur und gilt als ausgewiesene Expertin für böhmische Geschichte und Kultur. Natürlich ist die böhmische Thematik nicht zufällig: „Meine wissenschaftlichen Arbeiten, besonders über die Juden in den böhmischen Ländern, entstammen meinem Interesse an der Welt, aus der ich komme und sind – scherzhaft ausgedrückt – eine erweiterte ‚Mischpochologie‘.“ Das zeigte sich bereits im Zusammenhang mit ihrer Dissertation über den ebenfalls in Böhmen geborenen Schriftsteller und Sprachkritiker Karl Kraus. Neben einer Einführung in Leben, Werk und Denken thematisierte Wilma Iggers in ihrer Dissertation den absoluten und zentralen Wert der Sprache bei Kraus.
In den 1980er Jahren erhielt Iggers die Gelegenheit, eine Auswahl von Texten in einer Anthologie zu veröffentlichen. Das 1986 erschienene Lesebuch Die Juden in Böhmen und Mähren füllt eine sozial- und kulturgeschichtliche Forschungslücke, indem es Einblicke in die Vielfalt der tausendjährigen Geschichte und der eigenen Lebenswelt der Juden in Böhmen und Mähren vermittelt.
Auch nach ihrer Emeritierung im Jahr 1991 setzte Wilma Iggers ihre Forschungen und ihre Publikationstätigkeit fort. Direkt an das Lesebuch schloss sich eine Neuausgabe von Kohns jüdischem Gil Blas an. In dem 1834 zuerst veröffentlichten Schelmenroman erzählt ein armer Schächtersohn von seiner Jugend und seinem Aufstieg zum gebildeten Hauslehrer und geadelten Kaufmann. Die genauen Schilderungen der jüdischen Milieus – insbesondere das des (Klein-)Handels –, jüdischer Gebräuche und Riten zeichnen den dokumentarischen Wert des Buchs aus.
Auf die Initiative der Verlegerin Marion Berghahn geht ein weiteres Buch zurück, das erschien, als Iggers bereits 79 Jahre alt war: Frauenleben in Prag. Es handelt sich um Porträts von zwölf Prager Frauen aus allen ethnischen Gruppen, mit denen sie sich „trotz aller Unterschiede wenigstens teilweise identifizieren konnte.“ Dafür wurden gedruckte Quellen ebenso herangezogen wie literarische Vermächtnisse aus internationalen Archiven und familiären Nachlässen.
Iggers war darüber hinaus als Expertin an der Ausstellung Mythen der Nationen. 1945 – Arena der Erinnerungen beteiligt, die 2004/05 im Deutschen Historischen Museum Berlin gezeigt wurde. Unter dem Titel Das verlorene Paradies knüpfte ihr Beitrag in dem Ausstellungskatalog ebenso an die eigene Fluchtgeschichte an wie an den Verlust des multiethnischen, friedlichen, gleichberechtigten und pluralistischen Zusammenlebens in der Ersten tschechischen Republik.
1966 war Wilma Iggers erstmals wieder nach Horšovský Týn zurückgekehrt. Bei regelmäßigen Besuchen in den Folgejahren traf sie nicht nur alte Schulfreundinnen wieder, sondern lernte viele neue Bewohner und Bewohnerinnen ihrer alten Heimat kennen, mit denen sie sich anfreundete. Für ihre Verdienste erhielt sie 2002 die Ehrenbürgerschaft von Horšovský Týn (Bischofteinitz) sowie 2004 in der Prager Burg den Gratias-Agit-Preis, den das tschechische Außenministerium an Personen verleiht, für Verdienste um die „Verbreitung des guten Rufs der tschechischen Republik“.
Ebenfalls 2002 erschien die mit ihrem Mann Georg verfasste Doppel-Autobiographie Zwei Seiten der Geschichte im Göttinger Verlag Vandenhoeck & Ruprecht, in der beide ausführlich über ihr bewegtes Leben berichten. Gleichzeitig betätigten sich Wilma und Georg Iggers als Zeitzeugen und diskutieren auf vielen Veranstaltungen in deutschen Schulen und Universitäten über ihre Lebenserfahrungen und wissenschaftlichen Positionen.

## Schriften (Auswahl)
- Karl Kraus. A Viennese Critic of the Twentieth Century. Den Haag Nijhoff, 196:7
- (Hrsg.): Die Juden in Böhmen und Mähren. Ein historisches Lesebuch., München 1986.
- Juden zwischen Tschechen und Deutschen, In: Zeitschrift für Ostforschung 37/3 (1988), S. 428–442.
- Joseph Seligmann Kohn: Der jüdische Gil Blas. Neu herausgegeben und mit einem Nachwort versehen von W. Iggers, München 1993.
- Women of Prague. Ethnic Diversity and Social Change from the Eighteenth Century to the Present. Providence, RI: Berghahn Books, 1995 ISBN 1-57181-008-0
  - Frauenleben in Prag. Ethnische Vielfalt und kultureller Wandel seit dem 18. Jahrhundert. Wien: Böhlau, 2000.
- Refugee Women from Czechoslovakia in Canada: An Eyewitness Report, In: Sybille Quack (Hrsg.): Between Sorrow and Strength. Women Refugees of the Nazi Period. Cambridge 1995, S. 121–128.
- (mit Georg G. Iggers): Autobiographie im Dialog. (IMIS-Beiträge Heft 2), Osnabrück 1996.
- (mit Georg G. Iggers): Zwei Seiten der Geschichte. Lebensbericht aus unruhigen Zeiten. Göttingen 2002.
- Monika Richarz (Hrsg.): Wilma Iggers: Böhmische Juden. Eine Kindheit auf dem Lande. Hentrich & Hentrich, Leipzig 2021, ISBN 978-3-95565-440-5.